# Dusona lineola
Dusona lineola là một loài tò vò trong họ Ichneumonidae.